# Степанив, Елена Ивановна
Еле́на Ива́новна Степа́нив (укр. Олена Іванівна Степанів; 7 декабря 1892, Вишневчик, Королевство Галиция и Лодомерия, Австро-Венгрия — 11 июля 1963, Львов, Украинская ССР) — украинский историк, общественный и военный деятель, хорунжий Украинских сечевых стрельцов Вооруженных сил Австро-Венгрии, четар (взводный) Украинской Галицкой Армии, одна из нескольких женщин, служивших в Украинском легионе. Первая в мире женщина, официально зачисленная на военную службу в звании офицера.

## Биография
Родилась в семье священника Ивана Степанива. В 1910 году окончила семинарию Украинского педагогического общества города Львова, в 1912 году поступила во Львовский университет на философский факультет. Являлась активной участницей Сокольского движения, являлась соосновательницей общества Сечевых стрельцов, руководительницей женской части. В 1914 году с началом Первой мировой войны отправилась на Восточный фронт, командуя женской ротой. Участвовала в боях близ Комарников и горы Маковки. Дослужилась до звания хорунжего, 29 мая 1915 во время боёв за Лысовичи попала в плен к русским войскам.
С 1915 по 1917 годы она пребывала в Ташкенте в качестве пленной, в апреле 1917 ей удалось вернуться в Галицию. 2 ноября 1918 одной из первых вступила в бой с польским гарнизоном Львова. Продолжала службу во время Польско-украинской войны, командуя ротой Украинской Галицкой Армии. Занимала должность секретаря-референта и пресс-секретаря в министерстве иностранных дел сначала ЗУНР, а затем и УНР. В 1919 году с дипломатической делегацией прибыла в Вену.
С 1919 по 1921 году она училась в Венском университете на историческом факультете, защитив докторскую диссертацию на немецком языке по теме «Распределение и развитие общества в старой Руси до середины XIII века», после чего вернулась во Львов. С 1922 года преподаёт историю и географию во Львовской гимназии сестёр-василианок и Львовском тайном украинском университете. Состояла в Научном обществе имени Т. Шевченко, была инициатором создания его географической комиссии и общества «Родная школа». Занимала должность референта при Ревизионном союзе украинских кооперативов, сотрудничала с «Пластом» и УВО.
В 1939 году после присоединения Западной Украины к УССР заняла должность в Академии наук УССР. В послевоенные годы с 1945 по 1949 годы занимала должность доцента Львовского университета, старшего научного сотрудника и заведующего сектором экономики Львовского отделения Института экономики АН УССР, а также научным сотрудником Природоведческого музея Академии наук УССР (1948—1949). Написала более 75 научно-исследовательских работ за свою жизнь.
20 декабря 1949 года была арестована за антисоветскую пропаганду и уже 30 декабря того же года приговорена к 10 годам лишения свободы, наказание отбывала в лагере в Мордовской АССР. 17 июня 1956 года была досрочно освобождена по состоянию здоровья, вернулась во Львов, где и провела последние годы жизни. Похоронена на Лычаковском кладбище.

## Награды
- Серебряная медаль «За отвагу» (1914) — одна из высших военных наград империи Габсбургов
- Войсковой крест Карла (1917) — военная награда времен Первой мировой войны

## Семья
Брат — Ананий Иванович Степанив (1890—1919), также солдат Легиона УСС. Муж — Роман Иванович Дашкевич (1892—1975), генерал-хорунжий Армии УНР и адвокат (вышла замуж за него в 1920 году). Сын — Ярослав Романович Дашкевич (1926—2010, историк и археограф).

## Память
- В честь Елёны Степанив названа Львовская украинская гуманитарная гимназия с углубленным изучением украиноведения и английского языка, расположенная на одноименной улице[4].
- 1 ноября 2003 года на фасаде дома бывшей гимназии Сестер Василиянок, ныне известной как Львовская лингвистическая гимназия, где в 1921—1935 годы Елёна Степанив преподавала историю и географию, открыта мемориальная таблица[5].
- 7 декабря 2012 года, в день 120-летия со дня рождения, женщины Прикарпатья инициировали установку в Ивано-Франковске памятника первой украинской женщине-офицеру Е. И. Степанив[6].
- 20 декабря 2012 во дворике географического факультета ЛНУ им. И.Франко во Львове открыли мемориальную таблицу посвящённую Е. И. Степанив[7].
- В честь Елёны Ивановны Степанив названы улицы в Киеве, Львове, Стрые, Болехове, Надворной, Славском.